# Georg Stoltze
Georg Stoltze (Erfurt, 13 de febrer de 1931 - Berlín, 6 de juliol de 2007) va ser un ciclista alemany que s'especialitzà en el ciclisme en pista. Va destacar sobretot en la prova de mig fons on va guanyar dues medalles, una d'elles d'or, als Campionats del món de mig fons amateur.

## Palmarès en pista
- 1950
  - Campió de la RDA en Madison (amb Bruno Zieger)
- 1952
  - Campió de la RDA en Tàndem (amb Bruno Zieger)
- 1960
  -  Campió del món en Mig fons amateur
- 1963
  - Campió de la RDA en Mig fons

## Palmarès en ruta
- 1952
  - Vencedor d'una etapa a la Volta a la RDA
- 1953
  - Vencedor d'una etapa a la Volta a la RDA
- 1955
  - Vencedor d'una etapa a la Volta a la RDA